# Ladies of Leisure (1926)
Ladies of Leisure is een Amerikaanse stomme film uit 1926, onder regie van Tom Buckingham, met in de hoofdrol Elaine Hammerstein. Deze film is qua verhaal niet gerelateerd aan de gelijknamige film van Frank Capra uit 1930.

## Verhaal
Mamie Taylor, escorte en goede vriendin van Marian Forrest, is verliefd op Marians broer Jack. Marian richt haar pijlen dan weer op Eric Van Norden, een vrijgezel die dat van plan is te blijven. Eddie Lannigan dreigt Mamies verleden te onthullen, waarop ze zelfmoord wil plegen door van een brug te springen. Van Norden komt toevallig langs en neemt haar mee naar huis. Jack Forrest volgt hen en beschuldigt Van Norden van vreemdgaan. Marnie vertrekt via de achterdeur en Marian stapt uit de slaapkamer om haar broer (valselijk) te vertellen dat zij en Van Norden diezelfde middag getrouwd waren. Jack keert terug naar Mamie en Van Norden realiseert zich dat hij eindelijk met Marian moet trouwen om haar reputatie te beschermen.

## Rolverdeling
| Acteur             | Personage       |
| ------------------ | --------------- |
| Elaine Hammerstein | Mamie Taylor    |
| T. Roy Barnes      | Eric Van Norden |
| Robert Ellis       | Jack Forrest    |
| Gertrude Short     | Marian Forrest  |
| Tom Ricketts       | Wadleigh        |
| Jim Mason          | Eddie Lanigan   |
| Joseph W. Girard   | Detective       |